# نیراج پاندی
نیراج پاندی (انگلیسی: Neeraj Pandey؛ زادهٔ ۱۷ دسامبر ۱۹۷۳) کارگردان فیلم، نویسنده، تهیه‌کننده اهل هند است. عمده شهرت پاندی برای فیلمنامه‌نویسی فیلم‌هایی مثل یک چهارشنبه!، استثنایی ۲۶، نوزاد و رستم می‌باشد.